# Cheryl Tiegs
Cheryl Tiegs (Breckenridge, 25 de septiembre de 1947) es una modelo y actriz estadounidense. Descrita frecuentemente como la primera supermodelo estadounidense, Tiegs es reconocida por sus múltiples apariciones en las portadas de las revistas Sports Illustrated y TIME. Igualmente ha registrado apariciones en producciones de cine y televisión en su país como The Brown Bunny, Just Shoot Me, Padre de familia y Childrens Hospital.

## Filmografía destacada

### Cine
- 2016 - Sharknado: The 4th Awakens
- 2007 - Walk Hard: The Dewey Cox Story
- 2003 - The Brown Bunny

### Televisión
- 2015 - Childrens Hospital
- 2011 - Family Guy
- 2000 - Just Shoot Me
- 2000 - The Infinite Power Workout
- 1995 - El show de John Larroquette
- 1986 - Moonlighting